# أنطونيو سبارديلا
أنطونيو سبارديلا (17 تشرين الأول 1925 – 14 كانون الثاني 2002) لاعب كرة قدم وحَكَم ومسؤول رياضي إيطالي. عُرِف بتحكيمه في مباريات كأس العالم عام 1970.

## مسيرته
وُلِد في باليسترينا بالقرب من روما، كان حارس مرمى في بداية مسيرته الرياضية في نادي لاتسيو الرياضي الذي اشتهر بنجاحه وقوّته على المستوى المحلي.
لم يظهر سبارديلا في الدوري الإيطالي حيث أنه لم يحرز مرتبة متقدمة في تصفيات الفريق، وأنهى مسيرته كلاعب كرة قدم في نادي [:en:Artiglio أرتيغيلو] في الدوري الإيطالي من الدرجة الثالثة، في روما.
وأصبح حَكَماً بعد ذلك، وحكم في 167 مباراة في الدوري الإيطالي على المستوى المحلي. كان أفضل حَكَم إيطالي بالفترة ما بين 1960 و1970 بالإضافة إلى كونسيتو لو بيلو.
كانت ذروة نجاحه عندما حَكَم في مباريات كأس العالم 1970 في المكسيك، حيث أنه حكم في مباريتين، إحداهما المباراة الفاصلة بين منتخبي غرب ألمانيا والأوروغواي للمركز الثالث. وكان مخوّلاً لأن يحكم بالمباراة النهائية إلّا أنّه تم استبداله بـرودي غلوكنر لِترشّح المنتخب الإيطالي للنهائيات.
حكم في مباريتين لنهائي كأس إيطاليا; المباراة النهائية بين نادي  أتالانتا بيرغامو ونادي تورينو عام 1963، والمباراة النهائية بين نادي كاتانزارو  وفيورنتينا عام 1966. بالإضافة إلى مباراة الإياب لـنهائي كأس المعارض بين المدن 1967 بين نادي ليدز يونايتد ودينامو زغزب.
بعد تقاعده أصبح مسؤول ومدير رياضي، حيث قام بإدارة نادي لاتسيو، نادي روما، بالإضافة إلى نادي تريستينا في الفترة ما بين 1970 و1980. كانت أفضل تجاربه في نادي لاتسيو، حيث أنه قام بتشكيل فريق متميز واستثنائي بمساعدة توماسو ميستريلي، حيث ضم الفريق مواهب فريدة.